# Petit-Couronne
Petit-Couronne is een gemeente in het Franse departement Seine-Maritime (regio Normandië) en telt 8699 inwoners (2005). De plaats maakt deel uit van het arrondissement Rouen.

## Geografie en verkeer
De oppervlakte van Petit-Couronne bedraagt 12,8 km², de bevolkingsdichtheid is 679,6 inwoners per km². De plaats wordt door een grote, in 2013 gesloten olieraffinaderij gescheiden van het zuidwestelijker liggende en ongeveer even grote  Grand-Couronne aan de Seine.
Ten oosten van Petit-Couronne en Grand-Couronne bevinden zich enige knooppunten, waar diverse autosnelwegen in alle richtingen elkaar kruisen. 
De plaats heeft geen treinstation maar is vanuit Rouen goed per bus bereikbaar. Een veerpont over de Seine verbindt het dorp met Val-de-la-Haye.
De onderstaande kaart toont de ligging van Petit-Couronne met de belangrijkste infrastructuur en aangrenzende gemeenten.

## Demografie
Onderstaande figuur toont het verloop van het inwonertal (bron: INSEE-tellingen).

## Geschiedenis
De omgeving was al in de Jonge Steentijd bewoond, getuige de aanwezigheid van een menhir in het Forêt de Rouvray.
De naam Couronne (eerste vermelding : Curtehulm(i) in 1025) is geheel of gedeeltelijk van Oudnoordse herkomst. Het tweede deel, -hulm, -holm, betekent: eiland, land aan het water. Men vergelijke de namen Stockholm en Bornholm. Uit archeologisch onderzoek in Grand-Couronne blijkt, dat ter plaatse inderdaad een eilandje in de Seine heeft bestaan.
In de 20e eeuw volgde vooral na 1970 een grote bevolkingsgroei door de komst van de olieraffinaderij met bijbehorende werkgelegenheid.

## Bezienswaardigheden
- In een oud vakwerkhuis in het dorp heeft de 17e-eeuwse toneelschrijver Pierre Corneille gewoond. Het gebouw is thans een aan hem gewijd museum.
- Het Forêt de Rouvray, ten zuidwesten van de plaats, vormt één geheel met het Forêt de Londe bij Moulineaux.

## Economie
Langs de Seineoevers liggen uitgestrekte haven- en industrieterreinen. Een gedeelte hiervan is, vanwege overmatige  vervuiling in het verleden en dus noodzakelijke bodemsanering, buiten gebruik.